# Kendalrejo (Pituruh)
Kendalrejo is een bestuurslaag in het regentschap Purworejo van de provincie Midden-Java, Indonesië. Kendalrejo telt 1329 inwoners (volkstelling 2010).